# Marx Sittich von Ems

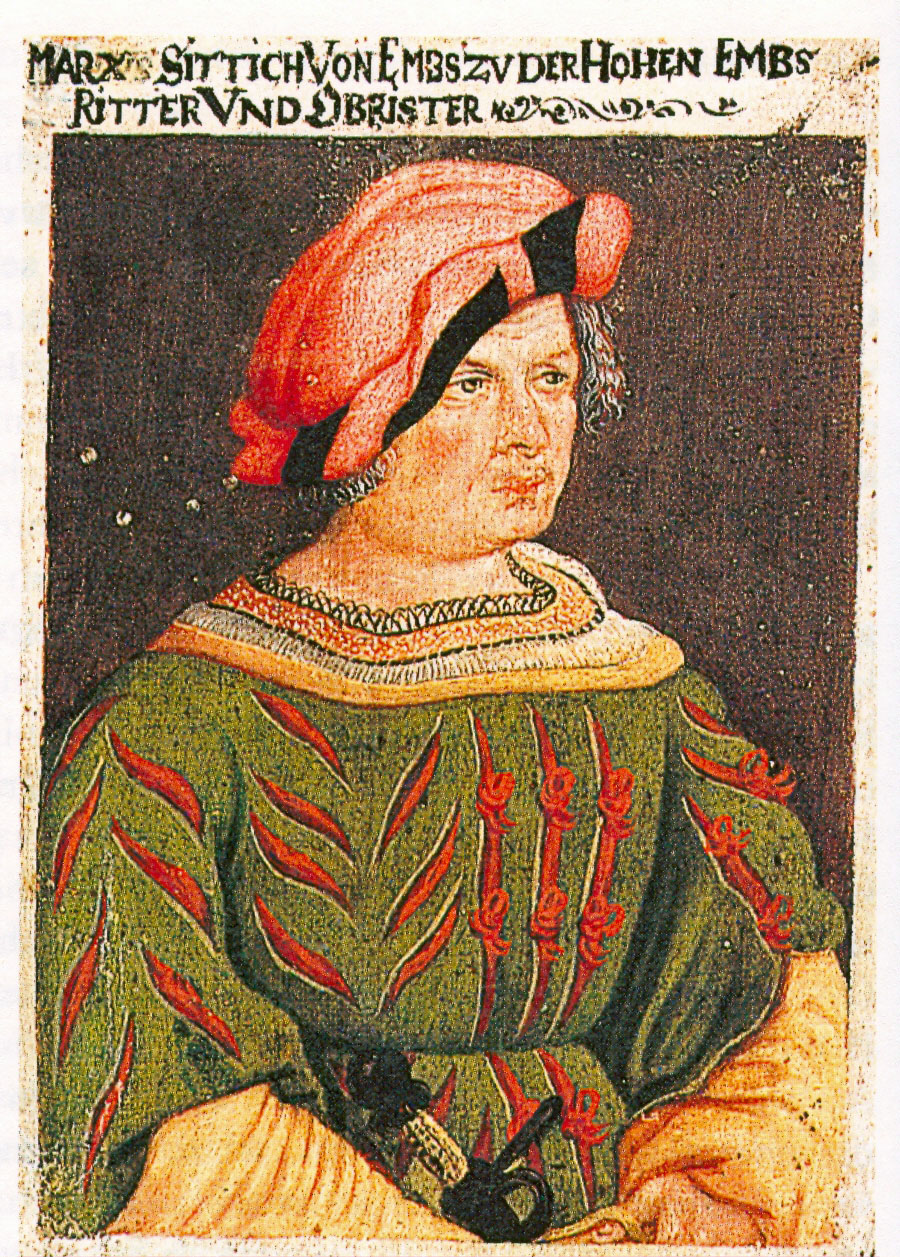
Marx Sittich von Embs zu der Hohen Embs Ritter und Obrister

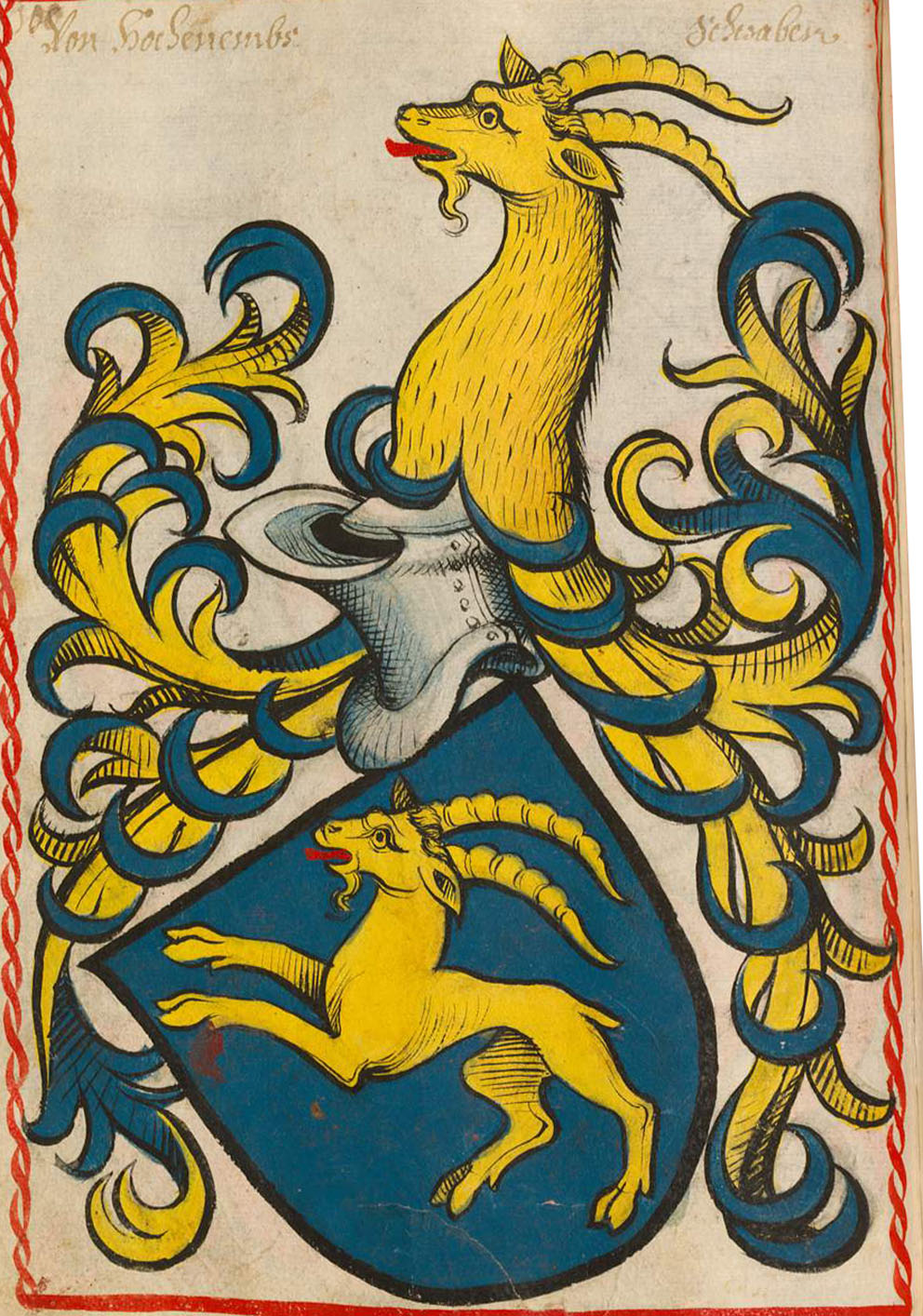
Wappen der Herren von Ems in Scheiblers Wappenbuch von 1450

Ritter Marx Sittich I. von Ems (* 1466; † 1533) (zahlreiche Schreibweisen, auch Markus, Mark, Merk oder Märx Sitticus von (Hohen) Emps) war ein berühmter Landsknechtführer des 16. Jahrhunderts. Er stammte aus dem Adelsgeschlecht der Herren von Ems, das sich urkundlich bis 1170 zurückverfolgen lässt. Erst welfische, dann staufische Ministerialen, kontrollierten sie das mittlere Rheintal von Vaduz bis zum Bodensee.

## Der Obrist und Landsknechtführer
Als bedeutender und erfolgreicher Kriegsunternehmer erschloss er seiner Familie eine neue, überaus einträgliche Verdienstquelle und kämpfte neben den Landesknechtführern Georg von Frundsberg und Georg Truchsess von Waldburg-Zeil („Bauernjörg“) in den Schwabenkriegen und in den Feldzügen in Italien, nahm an der Schlacht von Pavia 1525 teil und hatte maßgeblichen Anteil am Sieg der kaiserlichen Truppen.
Als Feldherr des Schwäbischen Bundes bekämpfte er die aufständischen Bauern im Bauernkrieg mit aller Härte. Nach dem Sieg gegen die Bauern am Bodensee ließ er zur Abschreckung 50 ihrer Anführer entlang der Leiblach aufhängen, was ihm den Beinamen „der Bauernschlächter“ einbrachte. Bei Radolfzell am Bodensee schlug er Hans Müller von Bulgenbach in die Flucht. Die Bauern von Lingenau  und Riefensberg, die sich der Aufstandsbewegung angeschlossen hatten, wurden von Marx Sittich hart zur Raison gebracht: Ihr Gericht wurde dem von Alberschwende beigegeben, sie verloren das Recht der Ammannwahl und andere althergebrachte Rechte.

## Der Machtpolitiker
Besondere Geltung erlangte er, als er zum Vertrauten Kaiser Maximilians I. aufstieg. Auch spielte er 1523 eine wesentliche Vermittlerrolle beim Ankauf der montfortischen Teile der Grafschaft Bregenz, mit der Österreich seine beherrschende Position in Vorarlberg abrunden konnte. Für seine zahlreichen Verdienste erhielt er die Vogteien Bregenz und Bludenz-Sonnenberg. Damit avancierten die Emser, trotz ihrer beschränkten territorialen Basis, zu der die Burg und Ortschaft Ems, aber auch der Reichshof Lustenau als Pfandschaft gehörten, als Vögte der österreichischen Herrschaften Bludenz und Bregenz, später auch Feldkirch; dann als Pfandherren der Herrschaft Neuburg (seit 1589) wurden die Emser zum bestimmenden Machtfaktor im heutigen Vorarlberg.
Während seiner Feldzüge in Italien gelang es Marx Sittich I. einen seiner Söhne,  Wolf-Dietrich (1507–1538), mit Clara von Medici, einer Schwester des späteren Papstes Pius IV. sowie des mailändischen Condottieres „Il Mendeghino“ Gian Giacomo Medici (* um 1495; † 1555) zu verehelichen. Der Konstanzer Domherr Georg Sigmund von Ems (1494–1547), ebenfalls ein Sohn Marx Sittichs I., war 1532 von König Ferdinand I. zum Kandidaten für das Bischofsamt in Konstanz ausersehen.
Marx Sittich von Ems war zudem ein eifriger Verfechter gegenreformatorischer Bestrebungen und trat entschieden für die Erhaltung des katholischen Glaubens in Vorarlberg ein.